# Купа на европейските шампиони 1990/91
Купата на европейските шампиони 1990/91 е 36-о издание на турнира. 31 клубни отбора участват в него, в това число 30 национални шампиона от предходния сезон и Милан като носител на трофея.
Участниците играят в чист турнирен формат със срещи на разменено гостуване (изключение: финалът) за короната на европейския клубен футбол. При равенство след двете срещи се гледа правилото за гол на чужд терен. Ако и там има равенство, при втората среща се изиграват и продължения и евентуално като краен изход се достига до изпълнение на дузпи. Това е последният сезон, който е проведен в този чисто елиминационен формат.
Финалът се играе на 29 май 1991 г. на стадион Сан Никола в Бари пред 58.000 зрители.
Цървена Звезда Белград става вторият източноевропейски носител на трофея след Стяуа Букурещ през 1986 г. За първи път след петгодишно наказание поради трагедията от Хейзел английските отбори имат възможност да участват в европейските турнири. Въпреки това този сезон отново няма участник в КЕШ, тъй като шампионът Ливърпул е наказан за седем години. Също така нидерландският шампион Аякс Амстердам няма право да участва в турнира поради едногодишна санкция.

## 1. Кръг
Първите срещи се състоят на 18 и 19 септември, а реваншите са на 19 септември, 2 и 3 октомври 1990 г.
|                        | Общ резултат |                       | 1-ви мач | 2-ри мач |
| ---------------------- | ------------ | --------------------- | -------- | -------- |
| Оденсе                 | 1:10         | Реал Мадрид           | 1:4      | 0:6      |
| Валета                 | 0:10         | Глазгоу Рейнджърс     | 0:4      | 0:6      |
| АПОЕЛ Никозия          | 2:7          | Байерн Мюнхен         | 2:3      | 0:4      |
| КА Акурейри            | 1:3          | ЦСКА София            | 1:0      | 0:3      |
| Лех Познан             | 5:1          | Панатинайкос          | 3:0      | 2:1      |
| Цървена Звезда Белград | 5:2          | Грасхопер             | 1:1      | 4:1      |
| Олимпик Марсилия       | 5:1          | Динамо Тирана         | 5:1      | 0:0      |
| Сваровски Тирол        | 7:1          | Куусюси Лахти         | 5:0      | 2:1      |
| Лилестрьом             | 1:3          | Клуб Брюж             | 1:1      | 0:2      |
| Спарта Прага           | 0:4          | Спартак Москва        | 0:2      | 0:2      |
| Наполи                 | 5:0          | Дожа Уйпещ            | 3:0      | 2:0      |
| Малмьо ФФ              | 5:4          | Бешикташ              | 3:2      | 2:2      |
| Динамо Букурещ         | 5:1          | Сейнт Патрикс Атлетик | 4:0      | 1:1      |
| УС Люксембург          | 1:6          | Динамо Дрезден        | 1:3      | 0:3      |
| Порто                  | 13:1         | Портадаун             | 5:0      | 8:1      |

## 2. Кръг
Първите срещи се състоят на 23, 24 и 25 октомври, а реваншите са на 6 и 7 ноември 1990 г.
|                        | Общ резултат |                   | 1-ви мач | 2-ри мач  |
| ---------------------- | ------------ | ----------------- | -------- | --------- |
| Байерн Мюнхен          | 7:0          | ЦСКА София        | 4:0      | 3:0       |
| Наполи                 | 0:0 (3−5 д.) | Спартак Москва    | 0:0      | 0:0 (сдв) |
| Милан                  | 1:0          | Клуб Брюж         | 0:0      | 1:0       |
| Динамо Дрезден         | 2:2 (5−4 д.) | Малмьо ФФ         | 1:1      | 1:1 (сдв) |
| Цървена Звезда Белград | 4:1          | Глазгоу Рейнджърс | 3:0      | 1:1       |
| Динамо Букурещ         | 0:4          | Порто             | 0:0      | 0:4       |
| Реал Мадрид            | 11:3         | Сваровски Тирол   | 9:1      | 2:2       |
| Лех Познан             | 4:8          | Олимпик Марсилия  | 3:2      | 1:6       |

## Четвъртфинал
Първите срещи се състоят на 6 март, а реваншите са на 20 март 1991 г.
|                        | Общ резултат |                  | 1-ви мач | 2-ри мач |
| ---------------------- | ------------ | ---------------- | -------- | -------- |
| Спартак Москва         | 3:1          | Реал Мадрид      | 0:0      | 3:1      |
| Милан                  | 1:4          | Олимпик Марсилия | 1:1      | 00:3(1)  |
| Цървена Звезда Белград | 6:0          | Динамо Дрезден   | 3:0      | 03:0(2)  |
| Байерн Мюнхен          | 3:1          | Порто            | 1:1      | 2:0      |

## Полуфинал
Първите срещи се състоят на 10 април, а реваншите са на 24 април 1991 г.
|                | Общ резултат |                        | 1-ви мач | 2-ри мач |
| -------------- | ------------ | ---------------------- | -------- | -------- |
| Байерн Мюнхен  | 3:4          | Цървена Звезда Белград | 1:2      | 2:2      |
| Спартак Москва | 2:5          | Олимпик Марсилия       | 1:3      | 1:2      |

## Финал
| 29 май 1991 |

| Цървена Звезда Белград | 0 – 0 (след продължения) | Олимпик Марсилия |
| ---------------------- | ------------------------ | ---------------- |
|                        |                          |                  |

| Сан Никола, Бари 57 500 зрители Съдия: Тулио Ланезе |

|                                              | Дузпи |                           |
| Просинчеки Бинич Белодедич Михайлович Панчев | 5 – 3 | Аморос Касони Папен Мозер |

| КЕШ 1990/91                        |
| ---------------------------------- |
| СФР Югославия                      |
| Цървена Звезда Белград Първа титла |